# Escrita osmanya
O Alfabeto Osmanyat (Cismaanya). Também chamado Far Soomaali ("escrita Somali") e, em Árabe al-kitābah al-ʿuthmānīyah, é um sistema de escrita criado para transcrever a língua somali. Foi criado entre 1920 and 1922 por Osman Yusuf Kenadid do clã Majeerteen  Darod, filho do Sultão Yusuf Ali Kenadid e irmão do Sultão Ali Yusuf Kenadid do Sultanato de Hobyo.

## Descrição
A direção de escrita do Osmanya é da esquerda para a direita. Os nomes das letras se baseiam naqueles do alfabeto árabe e as vogais longas uu e ii são representadas pelas letras Osmsanya waaw yaa, respectivamente.